# Platino (1941)
| «Платино» | «Платино» | «Платино» |
| --- | --- | --- |
| Platino | | |
| | | |
| Схематичне зображення однотипного італійського підводного човна «Аччайо», що належав до човнів «Платино» 600-ї серії | | |
| Верф | Odero-Terni-Orlando, Ла-Спеція | Odero-Terni-Orlando, Ла-Спеція |
| Під прапором | Королівство Італія | Королівство Італія |
| Належність | Королівські військово-морські сили Італії | Королівські військово-морські сили Італії |
| Закладений | 20 листопада 1940 | 20 листопада 1940 |
| Спуск на воду | 1 червня 1941 | 1 червня 1941 |
| Введений до складу флоту                                                                                             | 2 жовтня 1941 | 2 жовтня 1941 |
| На службі | 1941—1945 | 1941—1945 |
| Сучасний статус | 18 жовтня 1946 року списаний на брухт | 18 жовтня 1946 року списаний на брухт |
| Бойовий досвід | Друга світова війна Битва на Середземному морі * Битва у затоці Сидра                                                                        | Друга світова війна Битва на Середземному морі * Битва у затоці Сидра                                                                        |
| Проєкт | | |
| Тип ПЧ | прибережний підводний човен | прибережний підводний човен |
| Основні характеристики                                                                                               | | |
| Швидкість (надводна)                                                                                                 | 14 вузлів (25,9 км/год) | 14 вузлів (25,9 км/год) |
| Швидкість (підводна)                                                                                                 | 7,5 вузла (13,9 км/год) | 7,5 вузла (13,9 км/год) |
| Робоча глибина занурення                                                                                             | 75 м | 75 м |
| Гранична глибина занурення                                                                                           | 80 м | 80 м |
| Дальність плавання                                                                                                   | 2300 миль (4260 км) на швидкості 10,5 вузла в надводному положенні 80 миль (148 км) на швидкості 4 вузли (7,4 км/год) у підводному положенні | 2300 миль (4260 км) на швидкості 10,5 вузла в надводному положенні 80 миль (148 км) на швидкості 4 вузли (7,4 км/год) у підводному положенні |
| Екіпаж | 44 офіцери та матроси | 44 офіцери та матроси |
| Розміри | | |
| Довжина найбільша (по КВЛ)                                                                                           | 60,18 м | 60,18 м |
| Ширина корпусу найб.                                                                                                 | 6,475 м | 6,475 м |
| Середня осадка (по КВЛ)                                                                                              | 4,78 м | 4,78 м |
| Водотоннажність надводна                                                                                             | 712 т | 712 т |
| Водотоннажність підводна                                                                                             | 865 т | 865 т |
| Силова установка | | |
| Дизель-електрична: 2 × дизельних двигуни Tosi 2 × електродвигуни Ansaldo                                             | | |
| Гвинти | 2 | 2 |
| Потужність | 1500 к. с. (дизелі) 800 к. с. (електродвигун)                                                                                                | 1500 к. с. (дизелі) 800 к. с. (електродвигун)                                                                                                |
| Озброєння | | |
| Артилерія | 1 × 100-мм корабельна гармата OTO Mod. 1924/1927/1928                                                                                        | 1 × 100-мм корабельна гармата OTO Mod. 1924/1927/1928                                                                                        |
| Торпедно- мінне озброєння                                                                                            | 6 × 533-мм торпедних апаратів 12 торпед | 6 × 533-мм торпедних апаратів 12 торпед |
| ППО | 1 × 20-мм автоматична зенітна гармата Scotti-Isotta-Fraschini 20/704 2 × 12,7-мм зенітних кулемети Breda Model 1931                          | 1 × 20-мм автоматична зенітна гармата Scotti-Isotta-Fraschini 20/704 2 × 12,7-мм зенітних кулемети Breda Model 1931                          |

«Платино» (італ. Platino) — військовий корабель, дизель-електричний прибережний підводний човен 600-тонної серії, головний у своєму типі, Королівських ВМС Італії за часів Другої світової війни. «Платино» був закладений 20 листопада 1940 року на верфі компанії Odero-Terni-Orlando у Ла-Спеції. 1 червня 1941 року він був спущений на воду, а 2 жовтня 1941 року увійшов до складу Королівських ВМС Італії.
За час служби «Платино» здійснив 36 бойових походів у Середземне море, пройшовши за 141 день у морі 16 673 милі в надводному положенні та 2362 — у підводному положенні.

## Історія служби
Після введення в експлуатацію «Платино» базував в Аугусті. 3 січня 1942 року човен здійснив свій перший бойовий похід, діючи поблизу Мальти, але не помітив ворожих кораблів.
15 березня він вирушив із засідки біля острова Гаудо (неподалік від Криту), а через два дні його атакував бомбардувальник Bristol Blenheim, який скинув три бомби, що спричинило смерть одного матроса. «Платино» відкрив вогонь з кулеметів і пошкодив літак, змусивши його відступити.
13 листопада 1942 року він увійшов у гавань Беджая та випустив чотири торпеди по британському десантному судну «Наркунда» (16632 GRT). Судно зазнало пошкоджень і наступного дня його затопили німецькі бомбардувальники.
Опівночі 29 січня 1943 року під час патрулювання човен ідентифікував конвой, який проходив біля мису Карбон і прямував на схід. Італійський корабель випустив чотири торпеди по трьох англійських кораблях; потім він запустив ще дві торпеди, залишившись на поверхні, щоб перевірити результат атаки та побачити вибухи. Внаслідок атаки затоплено британський корвет «Сапфір».
7 лютого 1943 року «Платино» запустив чотири торпеди по двох транспортах, що пливли біля мису Бугароні: одна з торпед, ймовірно, влучила в ціль, і результатом могло бути пошкодження одного з двох пароплавів або, згідно з більш пізніми дослідженнями, затоплення протичовнового траулера HMS Tervani (409 т).
7 вересня 1943 року в рамках плану «Зета» з протидії запланованій англо-американській висадці в Південній Італії човен вийшов разом з десятьма іншими підводними човнами у протикорабельну засідку в південній частині Тірренського моря, між затокою Гаета і затокою Паола.
Після оголошення перемир'я він попрямував до Бони, де здався союзникам. 16 вересня 1943 року разом з п'ятьма іншими підводними човнами «Платино» перевели на Мальту в супроводі есмінця «Айсіс». 6 жовтня 1943 року він покинув острів разом з іншими італійськими кораблями (шістьма підводними човнами, двома міноносцями, есмінцем і двома допоміжними кораблями), щоб повернутися до Італії. Наступного дня він прибув до Неаполя, де був використаний для виробництва електроенергії, призначеної для портових споруд.